# أوليفر ألين
أوليفر ألين (بالإنجليزية: Oliver Allen)‏ (7 سبتمبر 1986 في المملكة المتحدة - ) هو لاعب كرة قدم بريطاني في مركز الهجوم. لعب مع برمنغهام سيتي وستيفيناغ بوروه ونادي بارنت ونادي كرولي تاون وبيليريكاي تاون وThurrock F.C. ‏.

## وصلات خارجية
- أوليفر ألين على موقع قاعدة بيانات كرة القدم.إي يو (الإنجليزية)
- أوليفر ألين على موقع Soccerbase.com (لاعب) (الإنجليزية)